# Vautour chassefiente
Pour des articles plus généraux, voir Vautour et Accipitridae.
Espèce
Statut de conservation UICN

VUA2acde+3cde+4acde; C2a(ii) : Vulnérable
Statut CITES
Le Vautour chassefiente (Gyps coprotheres) est une espèce d'oiseaux de la famille des Accipitridae.

## Dénomination
Décrit par le naturaliste allemand Johann Reinhold Forster en 1789, sous le nom de Gyps coprotheres.

### Noms vernaculaires
- Vautour chassefiente
- Vautour du Cap

## Description
Ce grand vautour est de couleur crème, avec des rémiges et une queue plus foncées. L'adulte est plus pâle que le juvénile, et ses couvertures sus-alaires peuvent sembler presque blanches à distance. C’est le plus pâle des grands vautours. La tête et le cou sont quasiment nus et de couleur gris-ardoise, à l’instar des pattes. Les yeux sont jaunâtres et le bec est noir. Les juvéniles et les immatures sont généralement plus foncés et striés, avec des yeux bruns à orange et un cou rouge.

Son envergure est de 2,28 à 2,55 m, sa taille de 1,10 m.

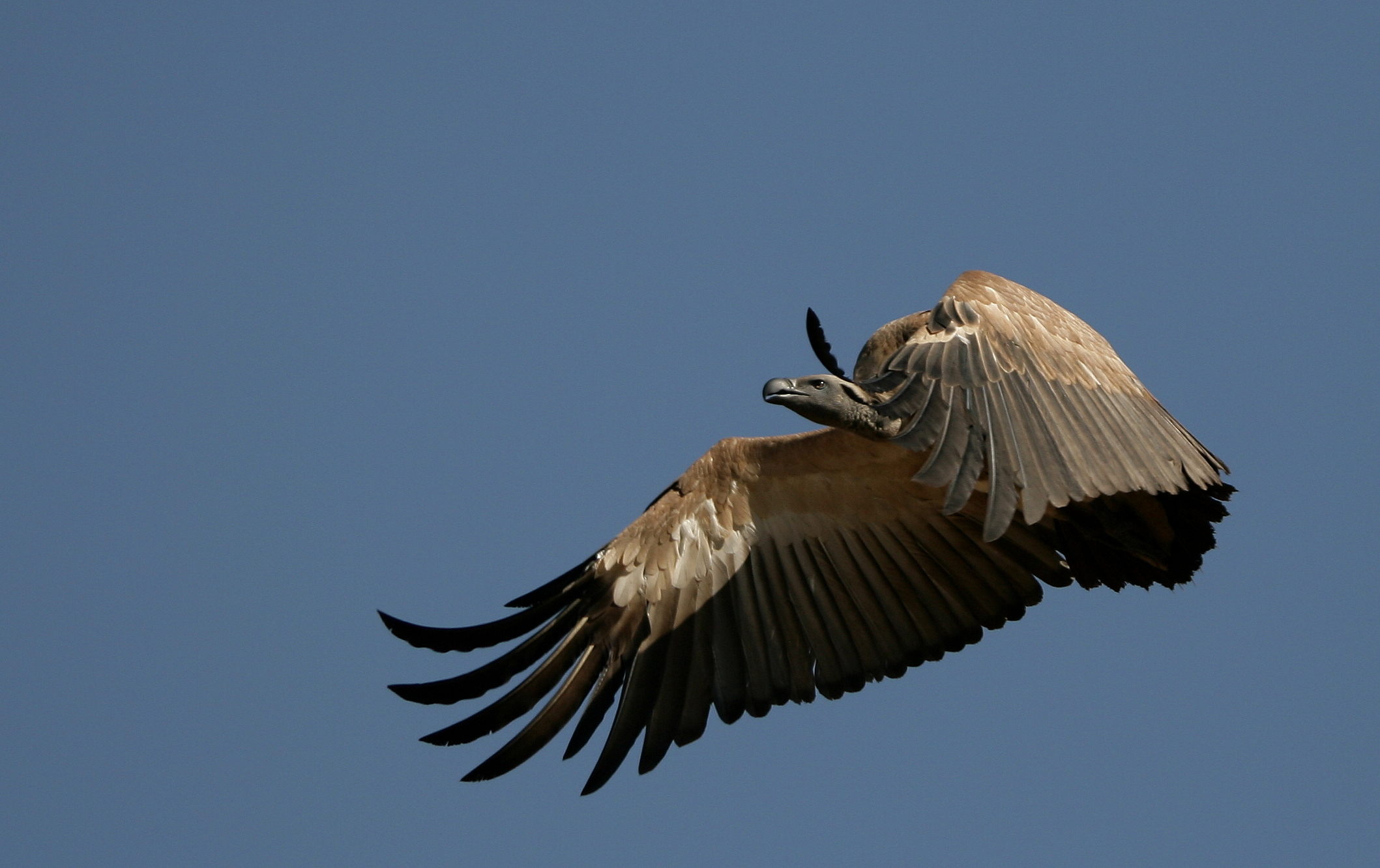
Gyps coprotheres en vol, province de Gauteng, Afrique du Sud
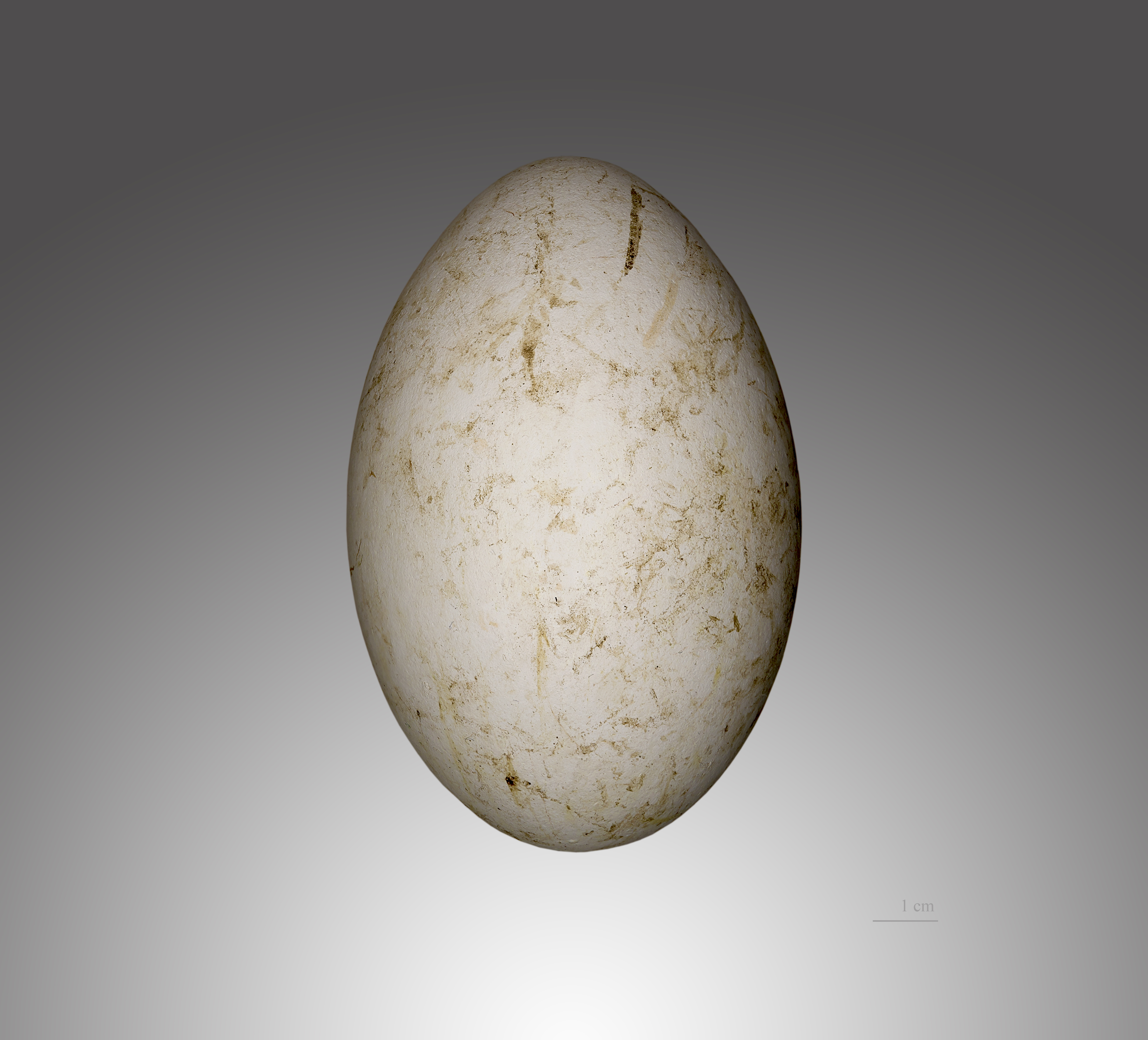
Gyps coprotheres - Muséum de Toulouse
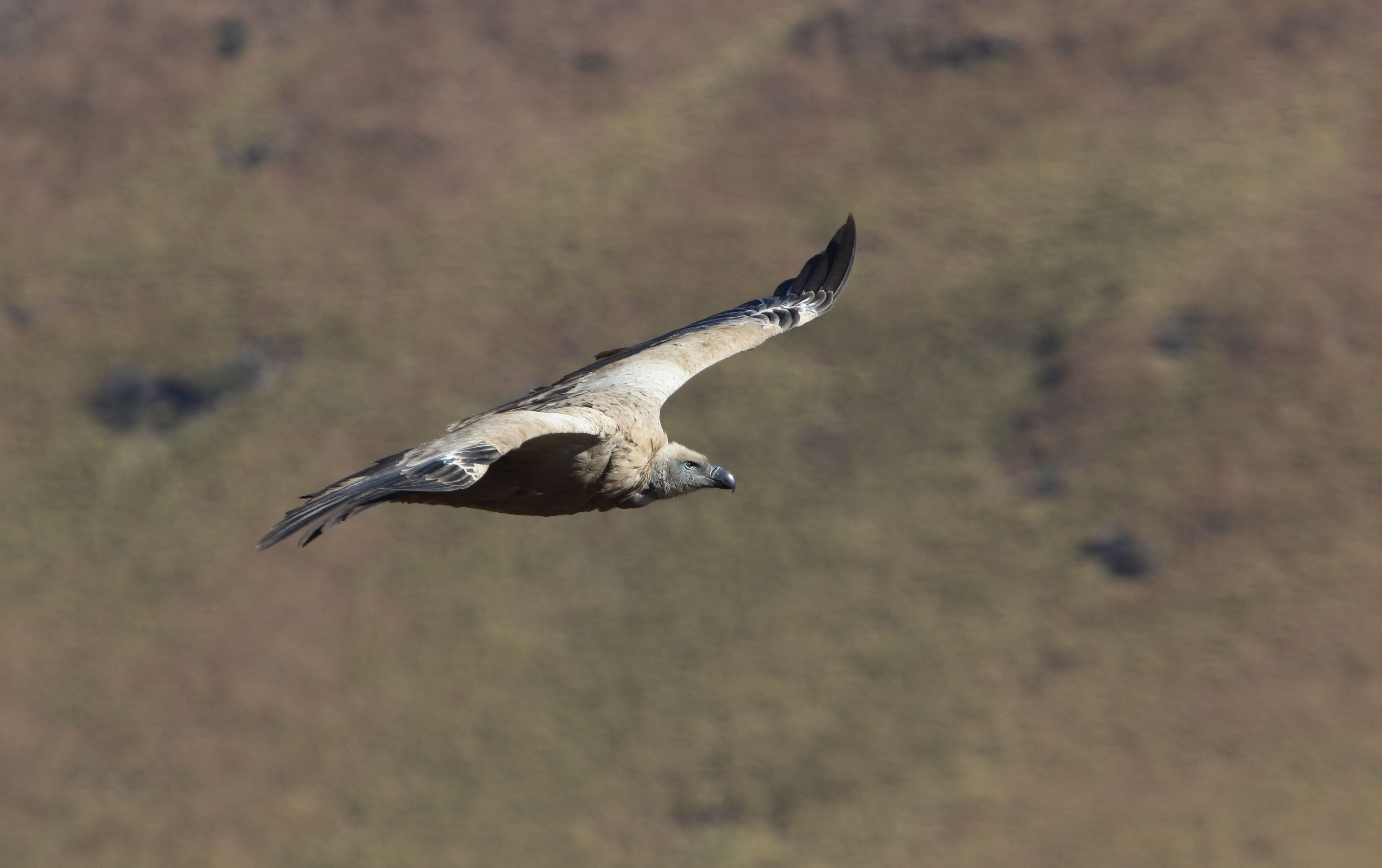
En Afrique du Sud

## Habitat et comportement
C'est un charognard spécialisé dans les grandes carcasses. Il vole sur de longues distances au-dessus des zones ouvertes, notamment les prairies et pâturages où les troupeaux constituent une importante source de nourriture. Il fréquente aussi les zones escarpées, notamment pour nidifier dans les hautes falaises, les sites de nidification optimaux étant des emplacements avec une profondeur de corniche de 1 m à une hauteur de 180 m. Il vit du niveau de la mer jusqu’à 3 100 mètres d’altitude dans les montagnes du Lesotho.

## Répartition
Cette espèce est endémique d'Afrique australe, où elle vit en Afrique du Sud, au Lesotho et au Botswana.
En 2006, la population totale de vautours chassefientes était estimée à 8 000-10 000 individus, ce qui équivaut approximativement à 5 300-6 700 individus matures. L'estimation de la population globale a été révisée en 2015 avec une estimation de 4 700 couples, donc 9 400 individus matures.
L'espèce, après avoir été classée comme « En Danger » sur la Liste rouge de l'UICN, est passée au statut « Vulnérable » en 2021.